# Kate Bang
Kate Bang (født Kate Herforth 4. februar 1892 i København, død 23. august 1976 i Hillerød) var en dansk forfatter og den svenske forfatter Verner von Heidenstams sidste samlever og muse.

## Opvækst og barndom
Kate Herforth var yngste datter af grosserer Joseph Herforth og Dora f. Petersen. Hun blev født på Gothersgade 160 ved Søtorvet, hvor hendes forældre i en periode delte opgang med Johanne Luise Heiberg. Senere bosatte familien sig i en villa i Hellerup og endelig på Indre Østerbro i diverse herskabslejligheder. Hendes far var indehaver af den kongelige hof-manufakturhandel Børre Lorenzen & Co. på Østergade 13. Han tilhørte en prominent og velhavende familie som søn af overretsprokurator Christian Herforth. Hendes onkel, Herman Herforth, var ligeledes handelsmand og indehaver af Københavns ældste herre-ekviperingsforretning Herforth & Co., men derudover var familien Herforth først og fremmest kendt i sagførerkredse. En anden onkel, Carl Herforth, var direktør i Københavns Kreditforening, og blandt familiens øvrige medlemmer taltes adskillige sagførere, bl.a. hendes bror, overretssagfører Knud Herforth. Hendes mor tilhørte ligeledes en sagførerfamilie som datter af den hovedrige overretsprokurator og byggematador, P. A. Petersen.

## Otto Bang og C. L. David
Herforth giftede sig som 18-årig i 1910 med den unge overretssagfører, Otto Bang, som var ansat i sin fars advokatfirma. Hans far, overretssagfører Axel Bang, som i dag regnes blandt de mest betydningsfulde jurister i 1900-tallet, var siden sine unge år som fuldmægtig hos overretsprokurator Christian Herforth tæt forbundet til familien Herforth. Otto Bang var en respekteret mand, hvis karriere imidlertid i høj grad var båret af hans fars succes og berømmelse. I familiepartnerskabet var også en udefrakommende kompagnon tilknyttet, den nyligt udnævnte og dygtige højesteretsagfører, C. L. David.
Kate Bang fik en nær ven i David, som udover at være hendes mands og svigerfars kompagnon ydermere var bosat i en ejendom på Slotsholmsgade, der tilhørte hendes onkel, konferensråd Carl Gammeltoft. David, som i disse år udvidede sin formue betydeligt, gav fornemme gaver til Bang, bl.a. et diamantcollier og det værdifulde Hejrestel, som blev udstillet ved verdensudstillingen i Paris i 1889. Deres forholds prekære karakter betød, at David måtte forlade Axel Bangs advokatfirma under stor opsigt. Kort tid efter blev Bang separeret fra sin mand i 1914. Hun blev imidlertid aldrig gift med David, og deres forhold endte nogenlunde samtidig, hvorefter hun bosatte sig alene på Islands Brygge. David ønskede muligvis ikke at være ansvarlig for hendes to børn, Karen og Jørgen, der var født i hendes korte ægteskab.

## Verner von Heidenstam
Separationen var en større skandale, og Bang var ilde set i det københavnske borgerskab. I begyndelsen af 1916 rejste hun til Mösseberg Sanatorium i Sverige med sine to børn og en trofast ven, højesteretssagfører Vagn Aagesen. Her mødte hun den svenske forfatter, Verner von Heidenstam, som netop havde brudt med sin tredje hustru. Heidenstams litterære karriere var på dette tidspunkt nået sit højdepunkt. Han blev betragtet som en førende svensk nationaldigter og modtog samme år nobelprisen i litteratur. På trods af den store aldersforskel, blev Bang og Heidenstam forelsket og begyndte en intens brevveksling. Heidenstam giver en udførlig beskrivelse af Bangs væsen i et af sine breve:
Du er en kvinde, som både læser, tænker en smule og lever. Dine kvindelige veninder er dig derfor totalt ligegyldige, og du betror dem aldrig noget. Skal du have en virkelig fortrolig ven, må det være en mand. Du er intellektuelt begavet, du har et godt hoved, og din egen protest er blot et bevis derom ... Din største fejl er den egoisme, som sommetider kan komme over dig, især når du er træt og begynder at gabe. Da er du kold og kan tværtimod frastøde hvem som helst. Men du besinder dig straks og bliver da barmhjertig. Du har mere livserfaring end en kvinde i din alder burde have ...
I 1919 flyttede de sammen i Vagn Aagesens sommervilla Odinshøj i Ålsgårde. Bangs to børn var bosat hos deres far i København, men besøgte ofte deres mor og Heidenstam, som de kaldte bedstefar. På trods af en større protest fra det svenske kulturliv var Heidenstam glad for at leve i Danmark, hvorfra han ofte rejste videre rundt i Europa med Bang, bl.a. i Italien og Sydfrankrig, men også i Sverige, hvor de besøgte Heidenstams kunstnervenner, bl.a. Carl Milles, Oscar Björck, Albert Engstrøm og ikke mindst Prins Eugen. Bang opfordrede i disse år Heidenstam, hvis litterære produktion var gået i stå, til at skrive sin selvbiografi. Med Bangs hjælp begyndte han arbejdet på det værk, som senere skulle udkomme posthumt i 1941, När kastanjerna blommade. Bang kunne imidlertid ikke blive boende i Danmark med Heidenstam under pres fra sine forældre, som krævede at hun giftede sig. Hun var under stor modstand blevet skilt i 1917 fra Otto Bang, som i 1922 giftede sig på ny. Det var hendes eget ønske at gifte sig med Heidenstam, som imidlertid allerede havde været gift tre gange og nu foretrak et kærlighedsliv uden ægteskab. Bang var derfor tvunget til at forlade Danmark. Hun foreslog, at de købte en ejendom i Sverige nord for Motala i Östergötland, hvilket Heidenstam accepterede. Ejendommen skulle senere blive kendt som Övralid.

## Övralid
Da Bang og Heidenstam købte Övralid i 1923, var det en gammel og faldefærdig bondegård. Heidenstam satte sig selv i spidsen for en genopbygning af ejendommen og skriver begejstret til Bang:
Hvis du forestiller dig en streng, gammel bispegård, som vandrede op på et bjerg mellem skove og små hytter og dér, i en drøm om en italiensk villa, avlede et barn med en svensk herregård, så får du et retliniet hus, et træhus, men et fornemt hus, som ligner et slot.
Bang og Heidenstam flyttede ind i september 1925. Huset var enkelt indrettet med moderne bekvemmeligheder og med plads til parrets mange gæster, deriblandt Bangs børn. Bang var siden sin skilsmisse i 1917 økonomisk uafhængig med en høj livsrente, og hun arvede desuden en større pengesum fra sin far, mens Heidenstam var særdeles velhavende og kunne leve uden bekymringer og uden arbejde. De førte et overdådigt overklasseliv og ejede bl.a. en række kostbare automobiler, men samtidig levede de en gammeldags herregårdtilværelse i nær forbindelse med naturen. Bang beskriver i sine erindringer Heidenstams sindstilstand i denne periode af deres samliv:
Det er svært at udtale sig om et andet menneskes lykke, men når det gælder den form for sindets harmoni, som rodfæster sig i en stille tilfredshed og glæde over jordisk skønhed og taknemmeligheden over at have nået frem til hvile og værdighed efter et vildt og splittet liv, så findes der nok intet andet ord end lykke.
Bang, som siden sin tidlige ungdom var en ivrig bibliofil, erhvervede i tiden på Övralid adskillige antikvariske bøger, som siden blev en del af husets store bibliotek. Bl.a. overtalte hun sin far til at opkøbe sjældne bind fra Danmark. Desuden fortsatte hun med at opfordre Heidenstam til at færdiggøre sin selvbiografi. Hun nedskrev hans ord ved hans side eller renskrev hans noter. Alligevel markerede tiden på Övralid Heidenstams mindst produktive periode i hans forfatterskab. Samtidig begyndte de første tegn på demens at vise sig, og han kunne ikke længere skrive.

## Otto Frödin og "Tantebrigaden"
i 1933 udfærdigede Heidenstam et testamente af egen hånd, som bestemte, at Övralid og hele hans formue skulle tilfalde Bang eller hendes to børn ved hans død. Et par år senere besluttede Heidenstam og Bang i fællesskab at indskrive en stiftelse i testamentet, og i den forbindelse blev en gammel bekendt, arkæologen Otto Frödin, tilkaldt for at udfærdige en genskrivning af det første testamente. Heidenstams sygdom tiltog i løbet af 1930'erne, og han var under stor indflydelse fra sin forsvindende lille omgangskreds, som først og fremmest bestod af opdagelsesrejsende Sven Hedin og hans to søstre, grevinde Alice Trolle og grevinde Fanny von Wilamowitz-Moellendorff. Dette selskab bestående af højt profilerede damer gik populært under navnet "Tantebrigaden."
Otto Frödin syntes grundlæggende ikke, at Bang skulle tilgodeses i et testamente, skønt hun var indskrevet i hans første version, og Sven Hedin og "Tantebrigaden" tilsluttede sig dette synspunkt. Heidenstam blev opfattet som et nationalt monument, og Bang passede ikke ind i denne opfattelse. For det første var Bang ikke gift med Heidenstam, og for det andet var Bang dansk, hvilket generede det glødende nationalistiske selskab, som frygtede, at Övralid skulle tilfalde danske hænder. Desuden nærede Bang ikke sympati for den tyske nazisme, som både Sven Hedin og hans søstre var overbeviste tilhængere af, og grevinde Wilamowitz var desuden Hermann Görings svigerinde. Otto Frödin regnede desuden med personlige økonomiske fordele ved at udelukke Bang fra arven og en kommende stiftelse, hvor han selv kunne sætte sig i formandsstolen. Bang mente imidlertid, at hun havde ret til at blive boende på Övralid til sin død, eftersom hjemmet var skabt og tilhørte både hende og Heidenstam.
Nyere tids litteraturforskning af bl.a. litteraturhistoriker Per Gedin har vist, i hvor høj grad den aldrende Heidenstam blev manipuleret og styret af Otto Frödin og den øvrige kreds omkring ham, som forsøgte at udelukke Bang. I 1937, da Bang skulle besøge sin mor sammen med sin søn Jørgen, var Alice Trolle rejst til Övralid for at passe Heidenstam. Bang modtog under sin rejse et telegram, hvori Heidenstam lod hende forstå, at deres samliv måtte ophøre. Heidenstam var på dette tidspunkt for svag til at skrive, og telegrammet menes til dels at være skrevet af Alice Trolle. Da Bang vendte tilbage til Övralid sammen med sin søster Ebba Thielsen, havde Alice Trolle bortført Heidenstam til en herregård, og Bang blev nægtet at genoptage kontakten til Heidenstam og samtidig skrevet ud af testamentet. Bang fik derefter aldrig mere Heidenstam at se og vendte tilbage til Danmark.
Det rygtedes, at Bangs gamle ven, højesteretssagfører Vagn Aagesen, inden sin død i 1939 havde haft et romantisk forhold til Bang. Otto Frödin ansatte højesteretssagfører Oskar Fich som "privatdetektiv" for at skaffe beviser, som yderligere kunne skandalisere Bangs navn. Tilsyneladende skulle den aldrende Vagn Aagesen have været hemmeligt forelsket i Bang i adskillige år. Kort før sin død havde han ønsket at forlade sin kone gennem 30 år og flytte sammen med sin veninde. Bang afslog imidlertid hans tilbud, og skønt hun var indskrevet som hovedarving i hans testamente, ønskede hun heller ikke at arve. Oskar Fich opsnappede endvidere den gamle skandalehistorie om Bangs utroskab med C. L. David, som Otto Frödin gjorde offentligt kendt.

## Verner von Heidenstams død
Heidenstam døde den 20. maj 1940. Forinden havde Alice Trolle desperat forsøgt at sætte den senile forfatter i forbindelse med sin første og ligeledes døende kone, Emilie Uggla. Otto Frödin sørgede for, at de blev begravet sammen. Således ville det være umuligt, at Bang senere blev begravet med Heidenstam. Man indrettede tilmed Bangs soveværelse med Emilie Ugglas egne møbler og omdøbte værelset, som hidtil havde været kendt som Kates Rum, til Emilie Ugglas Rum. Bang var ikke inviteret til begravelsen og blev omtalt som en tidligere husbestyrerinde snarere end en samlever. Senere blev også Heidenstams mors grav flyttet og lagt ved siden af Heidenstam, modsat begges tidligere ønsker. Bang var vred og skriver i fortvivlelse til en veninde:
Du glemmer at jeg har elsket ham og at jeg ved, han er langt større og mere skyldfri end Frödin og andre "venner" forstår. Det hjælper ikke med at sværte mig, derigennem bliver han ingen martyr, og han bliver ingen helgen, fordi man stiller hans mors og hans fraskilte hustrus urner ned i hans grav.

## Fredrik Böök
Bang henvendte sig til Heidenstams gamle ven forfatteren Fredrik Böök for at søge trøst. Hun hjalp ham med at samle Heidenstams værker, og sammen samlede de Heidenstams sidste noter til hans selvbiografi, som de agtede at udgive under titlen När kastanjerna blommade. Otto Frödin var rasende ved tanken om, at Bangs navn skulle stå på titelbladet, såvel på de samlede værker som selvbiografien. Kampagnen mod Bang fortsatte derfor, og hun blev beskyldt for at jage berømmelse og penge. Derudover rygtedes det, at Bang havde et romantisk forhold til Fredrik Böök. Forfatteren Svante Nordin hævdede, at Bööks novelle Danserskan i Aleppo fra 1941 er baseret på Bang, og at han nærede stærke følelser for sin veninde.
Udover Fredrik Böök fik Bang ligeledes støtte fra bl.a. Prins Eugen og Heidenstams familie, og trods modstand blev När kastanjerna blommade udgivet i 1941, ligeledes Heidenstams samlede værker fra 1944-45 i 23 bind og alle med Bang og Fredrik Bööks navne på titelbladet. Bang udgav tillige to selvbiografiske bøger Vägen till Övralid i 1945 og Övralid i 1946. Desuden blev stiftelsen i løbet af de følgende år enige om at fjerne Emilie Ugglas møbler og tilbageføre Övralid til dets oprindelige indretning.

## Sidste år
Med årene blev Bang i højere grad involveret i stiftelsens arbejde, og hendes rolle i Heidenstams sene forfatterskab og Övralids tilblivelse blev i stigende grad anerkendt. Alligevel lykkedes det til dels for Otto Frödin og "Tantebrigaden" at udviske mindet om Bang og dermed en vigtig del af Heidenstams liv. Bang levede de sidste mange år af sit liv i Hillerød og blev ofte opsøgt af forfattere og litteraturhistorikere, som ønskede hendes indblik i den sidste del af Heidenstams liv, bl.a. forfatter Ole Söderström hvis bog Lasarettsfesten er baseret på Bang og Heidenstams samliv. I 2009 oprettede Övralidstiftelsen Kate Bang prisen som uddeles til unge forskere og skønlitterære forfattere. I 2015 blev Bangs dagbøger samt private papirer og fotografier tillige offentliggjort og danner grundlag for professor Martin Kylhammars kommende bog med arbejdstitlen Ett nobelpristagarpars vardagsliv: En kärlekssaga.
Den systematiske form for skandalisering og udelukkelse, som Bang oplevede i sit samliv med Heidenstam, er enestående i svensk kulturliv og viser, i hvor høj grad Heidenstam blev opfattet som et nationalt monument snarere end et menneske. Samtidig var Bang historien om en frigjort kvinde, som ikke kunne finde plads i sin tid eller sit miljø.
Bang døde den 23. august 1976 og overlevedes af en datter, Karen, som havde giftet sig med ingeniør Jean Rousseau og var bosat i Paris, og en søn, landsretssagfører Jørgen Christian Bang.